# 사용자의 책임
사용자의 책임이란 타인을 사용하여 어느 사무에 종사하게 한 자는 피용자가 그 사무집행에 관하여 제3자에게 가한 손해를 배상할 책임을 지는 것을 말한다. 한국 민법 제756조에 규정되어 있다.

## 성질
사용자의 피용자에 대한 선임 및 감독상의 과실을 이유로 하는 점에서 과실책임이다. 사용자는 자기에게 그러한 과실이 없다는 사실을 입증하면 면책될 수 있는 점에서, 입증책임이 가해자에게 전환된 중간책임이다.

## 요건
1. 타인을 사용하여 어느 사무에 종사하게 할 것
2. 피용자가 사무집행에 관하여 제3자에게 손해를 주었을 것
3. 피용자의 불법행위
4. 사용자가 면책사유를 입증하지 못할 것

## 판례
민법 제756조에 의한 사용자의 손해배상책임은 피용자의 배상책임에 대한 대체적 책임이고, 같은 조 제1항에서 사용자가 피용자의 선임 및 그 사무감독에 상당한 주의를 한 때 또는 상당한 주의를 하여도 손해가 있을 경우에는 책임을 면할 수 있도록 규정함으로써 사용자책임에서 사용자의 과실은 직접의 가해행위가 아닌 피용자의 선임, 감독에 관련된 것으로 해석되는 점에 비추어 볼 때, 피용자의 고의의 불법행위로 인하여 사용자책임이 성립하는 경우에 민법 제496조의 적용을 배제하여야 할 이유가 없으므로 사용자책임이 성립하는 경우 사용자는 자신의 고의의 불법행위가 아니라는 이유로 민법 제496조의 적용을 면할 수 없다.
- (상사 지시로 조기출근하다 빙판길 교통사고 사망한 사건에서) 숨진 도씨의 직장 상사 이모씨가 사고 당일 서둘러 출근하라는 취지로 전화한 것은 위법한 행위로 볼 수 없을 뿐더러 직장 상사의 전화와 교통사고 발생 사이에 상당인과관계가 있다고 볼 수 없어 이씨의 불법행위를 전제로 한 회사의 사용자 책임은 없다[2]

## 같이 보기
- 불법행위
- 대한민국 민법 제756조